# Ольхи (приток Малого Бурлука)
Ольхи — река в России, протекает в Волгоградской области. Устье реки находится в 11 км по правому берегу реки Малый Бурлук. Длина реки составляет 15 км, площадь водосборного бассейна 108 км².
Сливаясь с рекой Болдыревка образует Малый Бурлук.
Имеет левый приток — реку Бурлучек.

## Данные водного реестра
По данным государственного водного реестра России относится к Донскому бассейновому округу, водохозяйственный участок реки — Медведица от впадения реки Терса и до устья, речной подбассейн реки — Дон между впадением Хопра и Северского Донца. Речной бассейн реки — Дон (российская часть бассейна).
Код объекта в государственном водном реестре — 05010300312107000008991.